# Ctenichneumon messorius
Ctenichneumon messorius är en stekelart som först beskrevs av Johann Ludwig Christian Gravenhorst 1820.  Ctenichneumon messorius ingår i släktet Ctenichneumon och familjen brokparasitsteklar. Arten är reproducerande i Sverige. Inga underarter finns listade i Catalogue of Life.